# Keaton Parks
Keaton Parks (Plano, Texas, 6 de agosto de 1997) é um futebolista norte-americano que atua como meio-campo. Atualmente joga no New York City FC.

## Carreira
Keaton Alexander Parks nasceu na cidade de Plano no estado norte americano do Texas, em 6 de agosto de 1997. Desde os oito anos de idade teve como treinador o americano de origem venezuelana Armando Pelaez tendo jogado nas categorias juvenis no Club Classic, Texas Football Club e Liverpool International Academy Texas, e participou na Classic League under da North Texas Soccer Association.
Ainda estudante, viajou para Portugal em três verões consecutivos na companhia do seu treinador, Armando Pelaez e do filho deste. Com o apoio do agente desportivo Henrique Sousa - Footemotions, treinaram em 7 clubes portugueses, ganhando experiência e conhecimento do futebol praticado em Portugal. Assim, tiveram oportunidade de treinar nas equipas do Feirense, Vitória de Guimarães, Braga, Benfica, Sporting, Varzim e Gil Vicente, e todos os clubes mostraram interesse em Keaton Parks.

### Varzim
Apesar de o treinador Armando Pelaez estar convencido de que o melhor clube para o seu filho e para Keaton Parks era o Feirense, foi o Varzim Sport Club que ofereceu contratos aos dois jovens jogadores. 
Keaton Parks cumpriu a sua primeira época em Portugal 2015-2016, nas reservas do Varzim. Na época seguinte, estreou-se na Liga de Clubes em 4 de setembro de 2016 no jogo contra o Clube Desportivo das Aves, substituindo Diego Barcelos aos 83 minutos. Desde então, passou a integrar a equipa principal do Varzim como lateral. Ainda na época 2016-2017 marcou dois golos, o primeiro em 17 de dezembro de 2016, aos 52 minutos no jogo contra o Famalicão, tendo o Varzim ganho por 2-0. No jogo seguinte, em 21 de dezembro, o Varzim ganhou ao Fafe por 2-1, tendo Keaton Parks marcado o golo do empate aos 69 minutos.

### Benfica
Keaton Parks assinou contrato em 25 de Julho de 2017 com o Benfica, campeão nacional da época 2016-2017, integrando então a equipa B do futebol encarnado. Em novembro de 2017, Keaton Parks jogou pela primeira vez na equipa principal do Benfica entrando aos 71 minutos no jogo frente ao Vitória de Setúbal, na quarta eliminatória da Taça de Portugal. Em 6 de Dezembro de 2017, Keaton Parks renovou o contrato com o Benfica até 2022.

### Carreira internacional
Keaton Parks integrou a seleção americana de futebol sub-20, tendo realizado um estágio em Londres em abril de 2017. O jogador participou no jogo amigável contra a Bolívia, substituindo Joe Corona aos 61 minutos.

## Títulos
New York City FC
- MLS Cup: 2021